# Aciduria glutárica tipo II
La aciduria glutárica tipo II es una enfermedad metabólica hereditaria rara. Una aciduria o acidemia es un exceso de algún ácido en la sangre o en la orina, en este caso, de ácido glutárico.

## Causas

Aciduria glutárica tipo II se transmite con un patrón autosómico recesivo

Se produce cuando por alguna mutación genética faltan flavoproteína de transferencia de electrones (EFT, por sus siglas en inglés) y FTE-ubiquinona oxidoreductasa (ETF:QO, por sus siglas en inglés). Estas enzimas se encargan de convertir el ácido glutárico de las proteínas en energía. Cuando faltan, el ácido glutárico y otros ácidos grasos se acumulan en la sangre y provocan la enfermedad.

## Tipos y síntomas
Hay dos tipos de aciduria glutárica tipo II, según la edad en la que ocurre:
- Aciduria glutárica tipo IIA, también llamada neonatal. Es una enfermedad muy rara, heredada según un patrón autosómico recesivo y caracterizada por la presencia de grandes cantidades de ácido glutárico en sangre y orina. El gen responsable de la enfermedad está localizado en el brazo largo del cromosoma 15 (15q23-q25).

Sin tratamiento, la mayoría de los bebés mueren unas semanas después de nacer, especialmente por problemas cardíacos derivados de la enfermedad.
- Aciduria glutárica tipo IIB, también heredada según un patrón autosómico recesivo, en ella los síntomas aparecen entre el año y medio y los 30 años de edad.

Durante la infancia se observa sólo un leve retraso psicomotor (retraso en la adquisición de las habilidades que requieren la coordinación de la actividad muscular y mental), posteriormente, puede aparecer ataxia (carencia de la coordinación de movimientos musculares) y deterioro mental progresivos.
Se pueden presentar convulsiones y macrocefalia (cabeza inusualmente grande); esta es la forma más leve de la enfermedad. 
Además, como no hay suficiente energía se quema el azúcar, lo que provoca hipoglucemia (niveles bajos de glucosa en sangre)
Las grandes cantidades de ácido glutárico en la sangre y orina son debidas a la deficiencia de la enzima acil-CoA deshidrogenasa.

## Tratamiento
No existe tratamiento curativo de la enfermedad, pero la mayoría de los pacientes sobreviven bastante tiempo con un tratamiento que evite las crisis metabólicas, basado en una dieta con pocas grasas y proteínas y muchos carbohidratos (para dar energía).
Algo importante es que el niño no pase mucho tiempo sin comer, pues tendría una hipoglucemia. Se recomienda hacer una comida por la noche también.
A veces se recomiendan suplementos de riboflavina